# Eberhard Sanftleben
Eberhard Sanftleben (* 17. April 1953 in Kunzwerda; † 14. August 2022) war ein deutscher Radrennfahrer.

## Sportliche Laufbahn
1966 begann er bei einem Schulwettbewerb mit dem Radsport und trat anschließend der BSG Lok Torgau bei. Er wurde 1969 DDR-Meister im Straßenrennen der Altersklasse Jugend A, zugleich war dies sein 50. Sieg in einem Radrennen.
1974 und 1975 konnte er jeweils eine Etappe in der DDR-Rundfahrt gewinnen.
1975 gewann er das älteste deutsche Eintagesrennen Rund um Berlin vor Wolfgang Lötzsch sowie eine Etappe in der Bulgarien-Rundfahrt sowie in der Oder-Rundfahrt.